# Cassia County
Cassia County ist ein County im Bundesstaat Idaho der Vereinigten Staaten. Der Verwaltungssitz (County Seat) ist Burley.

## Geographie
Das County liegt im Süden von Idaho, grenzt sowohl an Utah als auch an Nevada und hat eine Fläche von 6683 Quadratkilometern, wovon 36 Quadratkilometer Wasserfläche sind. Der tiefste Punkt im County ist der Milner Lake, ein Reservoir des Snake River auf 1204 m und der höchste auf Cache Peak mit 3110 m über dem Meeresspiegel. Es grenzt im Uhrzeigersinn an folgende Countys: Minidoka County, Blaine County, Power County, Oneida County, Twin Falls County und Jerome County. Es liegt überwiegend in der Basin-and-Range-Region, der Norden am Snake River ragt in die Ebene der Snake River Plain.

## Geschichte
Cassia County wurde am 20. Februar 1879 aus Teilen des Oneida County gebildet. Benannt wurde es nach dem Cassia Creek, einem kleinen Fluss in der Nähe.
Im Cassia County liegt eine National Historic Landmark, die City of Rocks. 6 weitere Bauwerke und Stätten sind im National Register of Historic Places eingetragen.

## Demografische Daten

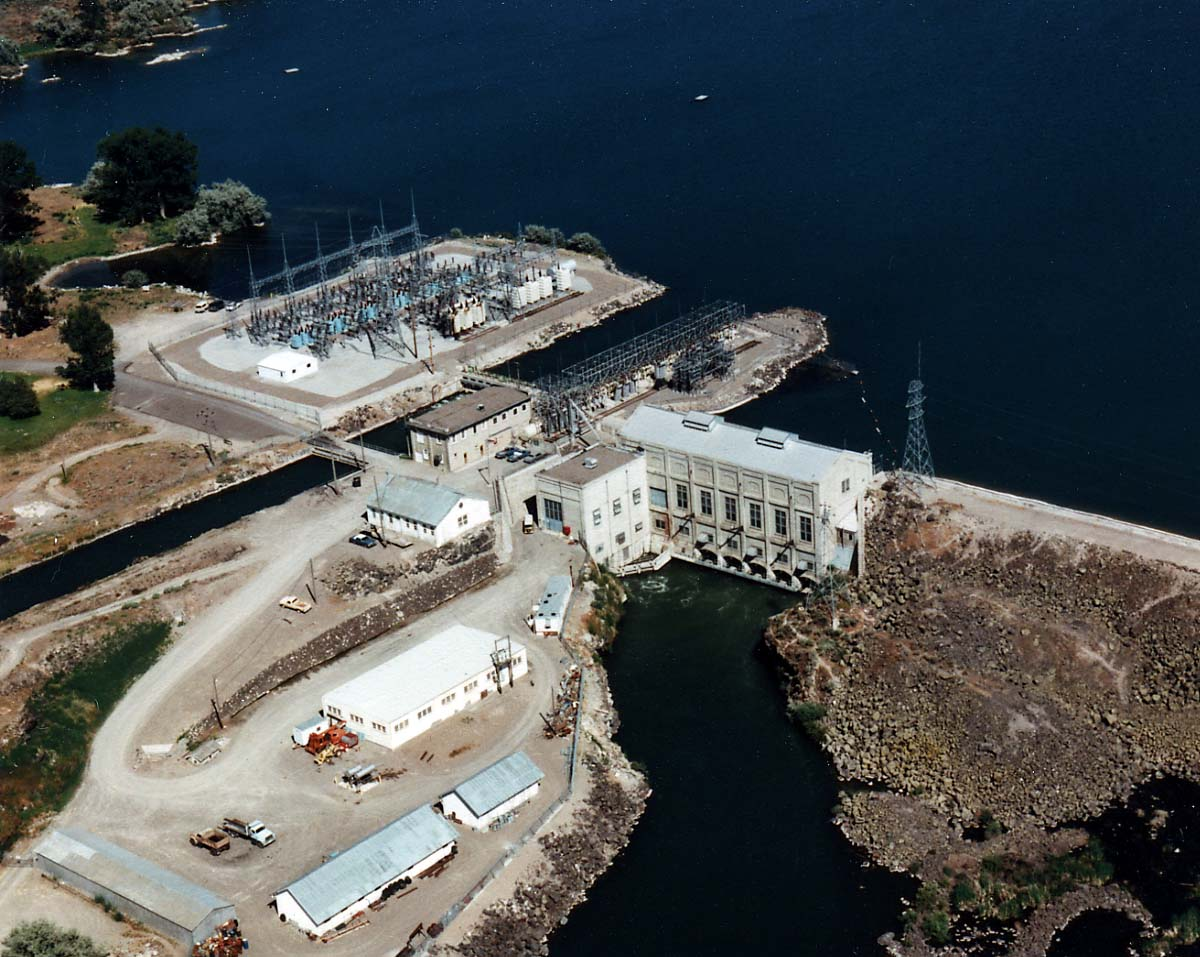
Der Minidoka Dam mit Kraftwerk

Nach der Volkszählung im Jahr 2000 lebten im Cassia County 21.416 Menschen in 7.060 Haushalten und 5.485 Familien. Die Bevölkerungsdichte betrug 3 Personen pro Quadratkilometer. Ethnisch betrachtet setzte sich die Bevölkerung zusammen aus 84,69 Prozent Weißen, 0,17 Prozent Afroamerikanern, 0,80 Prozent amerikanischen Ureinwohnern, 0,37 Prozent Asiaten, 0,05 Prozent Bewohnern aus dem pazifischen Inselraum und 12,06 Prozent aus anderen ethnischen Gruppen; 1,87 Prozent stammten von zwei oder mehr Ethnien ab. 18,74 Prozent der Bevölkerung waren spanischer oder lateinamerikanischer Abstammung.
Von den 7.060 Haushalten hatten 42,4 Prozent Kinder unter 18 Jahren, die bei ihnen lebten. 65,2 Prozent davon waren verheiratete, zusammenlebende Paare. 8,8 Prozent waren allein erziehende Mütter und 22,3 Prozent waren keine Familien. 19,5 Prozent waren Singlehaushalte und in 9,5 Prozent lebten Menschen mit 65 Jahren oder älter. Die Durchschnittshaushaltsgröße betrug 2,99 und die durchschnittliche Familiengröße war 3,46 Personen.
34,1 Prozent der Bevölkerung waren unter 18 Jahre alt, 9,0 Prozent zwischen 18 und 24 Jahre, 24,5 Prozent zwischen 25 und 44 Jahre, 19,6 Prozent zwischen 45 und 64 Jahre. 12,7 Prozent waren 65 Jahre oder älter. Das Durchschnittsalter betrug 31 Jahre. Auf 100 weibliche Personen kamen 101,2 männliche Personen. Auf 100 Frauen im Alter ab 18 Jahren kamen 98,7 Männer.
Das jährliche Durchschnittseinkommen der Haushalte betrug 33.322 USD, das Durchschnittseinkommen der Familien 38.162 USD. Männer hatten ein Durchschnittseinkommen von 29.132 USD, Frauen 19.851 USD. Das Prokopfeinkommen betrug 14.087 USD. 11,1 Prozent der Familien und 13,6 Prozent der Einwohner lebten unterhalb der Armutsgrenze.

## Orte im County
- Albion
- Almo
- Artesian City
- Basin
- Beetville
- Bridge
- Burley
- Connor
- Cotterel
- Declo
- Elba
- Garrard Ranch
- Heglar
- Hobson
- Idahome
- Iversons
- Jackson
- Kenyon
- Keogh
- Malta
- Marion
- Naf
- North Kenyon
- Oakley
- Pella
- Raft River
- Ruby
- Springdale
- Standrod
- Strevell
- Sublett
- Trout
- Unity
- View